# Zobaczyć Morze (album)
Zobaczyć Morze – charytatywny projekt większości polskiej sceny szantowej, mający na celu zebranie pieniędzy na leczenie Ireneusza Wójcickiego i rehabilitację Romana Roczenia oraz w przyszłości na pomoc innym szantymenom, którzy zachorują lub ulegną wypadkom. Tytuł albumu pochodzi od rejsu, zorganizowanego przez Romana Roczenia, po którego zakończeniu uległ on wypadkowi. Na album składają się 3 płyty.
8 i 9 grudnia 2006 odbyły się dwa koncerty promujące album w warszawskim klubie Stodoła. Koncerty poprowadzili Mirek Kowalewski „Kowal”, Andrzej Grzela, Maciej Jędrzejko „YenJCo” i Bartosz Konopka „Bongos”. Na sobotnim koncercie pojawili się szantymeni, dla których zbierano fundusze – Roman Roczeń i Ireneusz Wójcicki.

## Wykonawcy i utwory

### CD 1
- Tonam & Synowie – Lody Granlandii
- Mordewind – Ave Virgo Maria
- North Wind – Gdy wypływałem
- North Cape – Modlitwa Burłaków
- Segars – Drakary
- Kochankowie Sally Brown – Sztorm
- Ryczące Dwudziestki – Ciąg dalej ciąg
- Drake – Latarnik
- Matelot – Ojcze wietrze
- Banana Boat – Nawigator
- Klang – Kliper Sue
- Perły i Łotry – Bateau l'arrive
- Mechanicy Shanty – Ciągnij chociaż mokre plecy
- Sąsiedzi – Powrót
- Nagielbank – Wzywam cię wietrze
- Beltaine – 4 reele
- Qftry – Banda łajdaków
- Zejman & Garkumpel – Ląd przebudzenia

### CD 2
- Roman Roczeń – Chłodnia
- Canoe – Pamiętaj
- Arek Wlizło – Dokąd
- Andrzej Korycki i Dominika Żukowska – Raz wybierz, raz luz
- Ryszard Muzaj – Pożegnanie
- Przejazdem – Wiatr
- Shantymentalni – Kafejka
- Paweł Leszoski i DNA – Kołysanka dla zapomnianej
- Anam na Éireann – Wzgórza Connemara
- Atlantyda – Pozwólmy lecieć ptakom
- Za Horyzontem – Panny portowe
- Stonehenge – Czarny ląd
- Marek Majewski – Żeglarz z Zawiszy
- Passat – Twoim domem morze
- Spinakery – Biała sukienka
- Jan Wydra – Podanie
- Orkiestra Samanta – Klipry
- Yank Shippers – Zostawcie mnie
- Trzy Majtki – Ląd Irlandii

### CD 3
- Carrantuohill – Between
- Jerzy Porębski – Nie wiem, skąd się wziął
- The Pioruners – Popatrz, morze nam się kłania
- Stare Dzwony – Dziewczyna z Amsterdamu
- Gdańska Formacja Szantowa – Moje miasto ma oczy zielone
- Stary Szmugler – Wściekłe morze
- Cztery Refy – Szanta saletrowa
- Hambawenah – Flisackowa zona
- Leje na pokład – Szanta śledziowa
- Róża Wiatrów – Tibi
- Kliper – Kabestan
- Latający Holender – My jesteśmy marynarze
- Ponton Band – Szanta pompowa
- Smugglers – North West Passage
- Bukanierzy – Bałtycki Sztorm
- Mietek Folk – Jolly Roger
- Orkiestra Dni Naszych – Obok ciebie
- EKT Gdynia – Nie sprzedawajcie swych marzeń